# Catholic News Agency
A Catholic News Agency (CNA) é uma provedora de notícias - da ETWN - relacionadas ao catolicismo.
É sediada em Denver, Colorado.